# Guitar World
Guitar World je americký hudební časopis věnovaný kytaristům. Jeho náplní jsou originální rozhovory, recenze alb. Vychází 13× do roka (každý měsíc a třinácté, prázdninové číslo)
První číslo časopisu vyšlo v červenci 1980; na jeho obalu se objevil bluesový kytarista Johnny Winter. Ve své historii Guitar World přinesl rozhovory s nevlivnějšími rockovými kytaristy jako: Jimmy Page, Tom Morello, John Frusciante, David Gilmour, Angus Young, Ace Frehley, Tony Iommi, Ritchie Blackmore, Joe Satriani, Slash, Eric Clapton, Steve Vai, Zakk Wylde, Dimebag Darrell, Joe Perry, a Eddie Van Halen.

## 100 nejlepších kytarových sól
Deset nejlepších z žebříčku 100 nejlepších kytarových sól časopisu Guitar World:
1. "Stairway to Heaven" – Led Zeppelin, kytarista Jimmy Page
2. "Eruption" – Van Halen, kytarista Eddie Van Halen
3. "Free Bird" – Lynyrd Skynyrd, kytaristi Allen Collins a Gary Rossington
4. "Comfortably Numb" – Pink Floyd, kytarista David Gilmour
5. "All Along the Watchtower" – The Jimi Hendrix Experience, kytarista Jimi Hendrix
6. "November Rain" – Guns N' Roses, kytarista Slash
7. "One" – Metallica, kytarista Kirk Hammett
8. "Hotel California" – Eagles, kytaristi Joe Walsh a Don Felder
9. "Crazy Train" – Ozzy Osbourne, kytarista Randy Rhoads
10. "Crossroads" – Cream, kytarista Eric Clapton